# Lista de municípios da Nova Escócia

Localização da província da Nova Escócia no Canadá.

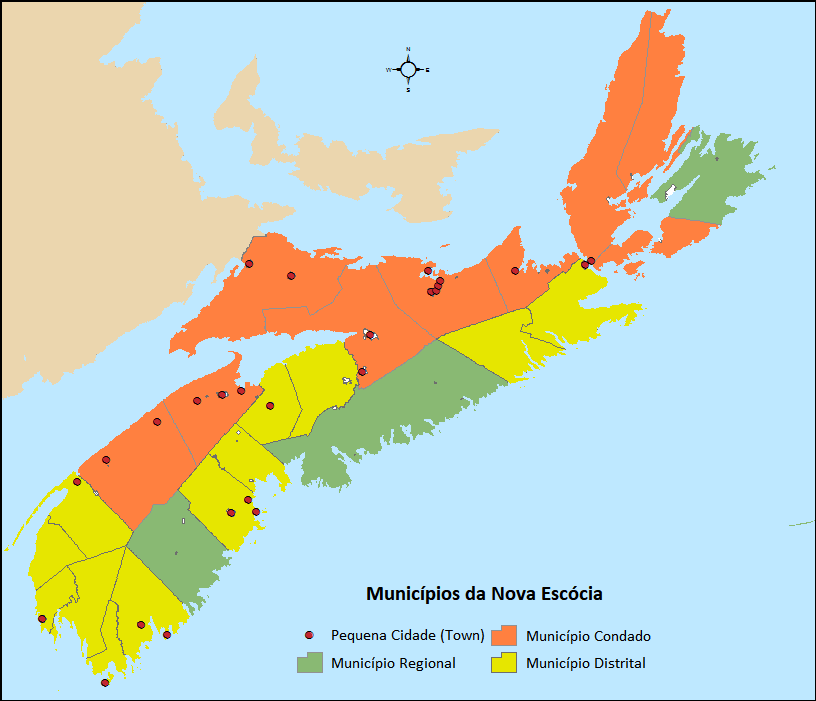
Distribuição dos 50 municípios da Nova Escócia por tipo de status municipal.

A Nova Escócia é a sétima província mais populosa do Canadá, com 923 598 habitantes a partir do Censo Populacional de 2016, e a segunda menor província em área terrestre, com 52 942 quilômetros quadrados. Os cinquenta municípios da Nova Escócia cobrem 99,8% da massa terrestre do território e abrigam 98,9% de sua população.
Ao contrário das províncias da Colúmbia Britânica, Ontário e Quebec, que possuem sistemas municipais de dois níveis, a Nova Escócia possui um sistema de municípios de nível único, incluindo quatro tipos de municípios: municípios regionais, municípios condado, municípios distritais e cidades menores. Os municípios regionais podem incorporar a Lei do Governo Municipal (MGA) de 1998, que entrou em vigor em 1º de abril de 1999, enquanto cidades menores, municípios distritais e municípios condado continuam como municípios sob a MGA. A MGA concede aos conselhos municipais o poder de estabelecer estatutos para "saúde, bem-estar, segurança e proteção de pessoas" e "segurança e proteção de propriedade", além de alguns poderes expressos.
Dos seus cinquenta municípios, a Nova Escócia tem três municípios regionais, 26 cidades menores, 9 municípios condado e 12 municípios distritais. Halifax, a capital provincial, é incorporada como um município regional. É o maior município da Nova Escócia por população, com 403 131 habitantes a partir do censo de 2016 e o maior município por área terrestre, com 5 490,35 quilômetros quadrados.

## Municípios

### Municípios regionais
As municipalidades regionais são incorporadas sob a autoridade da seção 372 da Lei do Governo Municipal de Nova Escócia. Para considerar a incorporação de um município regional, o Conselho de Revisão e Utilidade da Nova Escócia (NSUARB) deve receber uma solicitação de todos os municípios de um condado. Se a solicitação for unânime, o NSUARB comissiona a preparação de um estudo para determinar se a incorporação de um município regional seria do interesse da população desse município. O governador da Nova Escócia em Conselho, pode ordenar a incorporação de um município regional se os resultados do estudo forem considerados como de interesse da população, e se for feito um plebiscito que resulte na maioria dos eleitores do condado votando a favor da incorporação de um município regional.
A Nova Escócia tem três municípios regionais. O maior município regional por população é Halifax, que é a capital e maior município da Nova Escócia. Os 403 131 residentes de Halifax representam 44% da população total da província. Halifax é também o maior município por área terrestre a 5 490,35 quilômetros quadrados. O Município Regional de Queens é o menor município regional da Nova Escócia, tanto por população quanto por área de terra, com 10 307 habitantes e 2 392,63 quilômetros quadrados, respectivamente.

### Municípios rurais
Um município rural, na Nova Escócia, fornece o governo local para áreas rurais fora das cidades incorporadas. Os municípios rurais foram estabelecidos em 1879 e incluem municípios condado e municípios distritais. Os municípios distritais situam-se em condados históricos que foram anteriormente subdivididos em distritos, ao passo que os municípios condado estão dentro de condados históricos que não foram anteriormente subdivididos em distritos.

#### Municípios condado

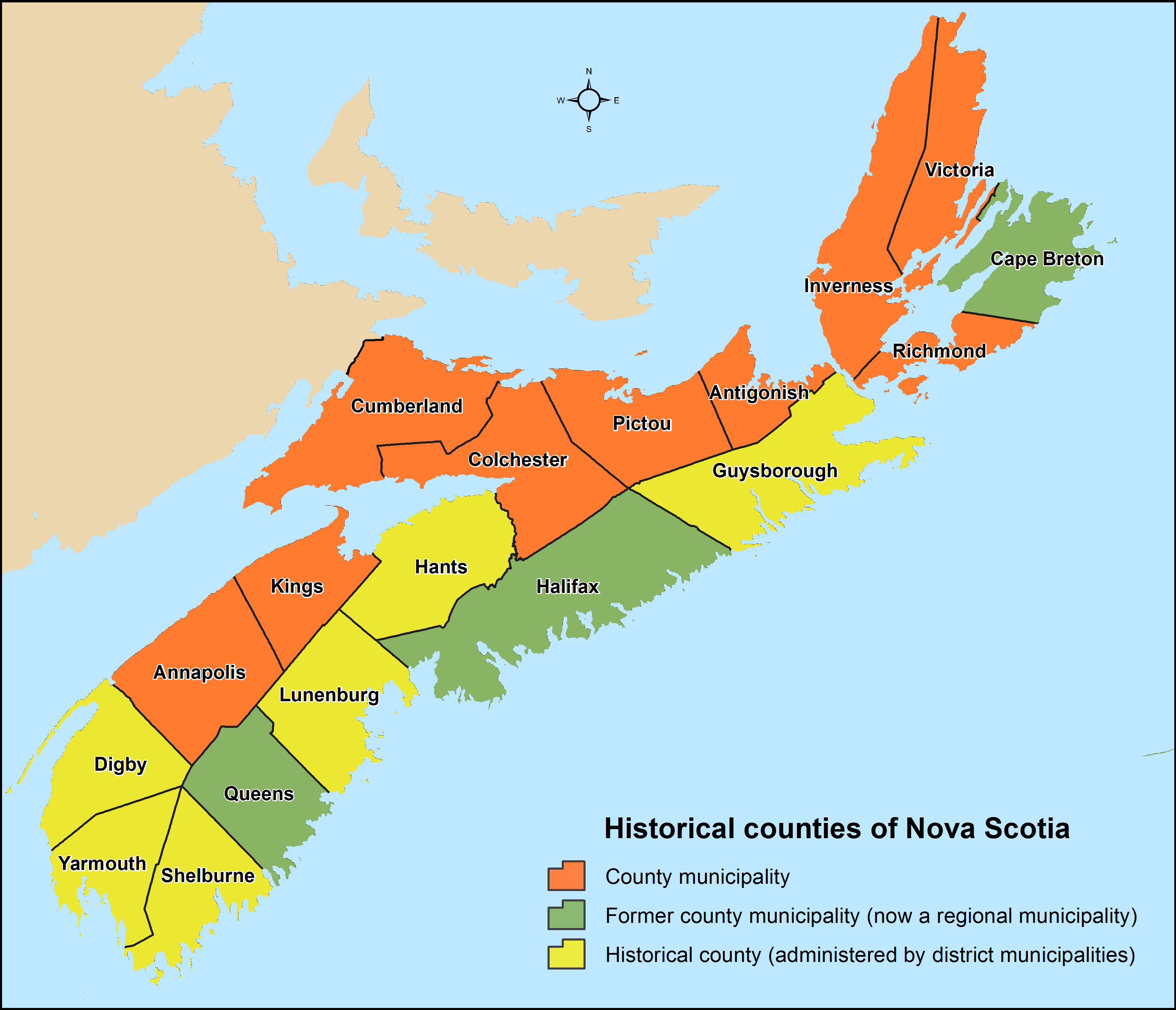
Distribuição dos 18 condados históricos da Nova Escócia por status municipal.

Os municípios condado da Nova Escócia são originários de um sistema histórico de dezoito condados. Antes do estabelecimento de municípios rurais em 1879, o governo local era administrado por tribunais de sessões designados. Em 17 de abril de 1879, os tribunais de sessões não eleitos originais foram abolidos em favor dos conselhos eleitos quando a Lei de Incorporação de Condados entrou em vigor. Como resultado, doze municípios condado foram estabelecidos, enquanto os seis condados restantes, que antes eram divididos em distritos para fins de sessões judiciais, foram estabelecidos como municípios distritais.
A província tinha doze municípios condado por mais de um século até meados da década de 1990, quando três se tornaram municípios regionais. Seus nove municípios condado restantes foram então continuados como municípios condado em 1998, sob a autoridade da Lei do Governo Municipal. Estes municípios condado fornecem o governo local aos residentes de seus condados históricos que vivem fora das cidades incorporadas.
O maior município condado da Nova Escócia por população é o Município Condado de Kings, com 47 404 residentes, enquanto o maior por área terrestre é o Município Condado de Cumberland, com 4 255,04 quilômetros quadrados. O Município Condado de Victoria é o município condado menos povoado, com uma população de 6 552 habitantes. O Município Condado de Richmond é o menor município condado da Nova Escócia por área terrestre, com 1 243,72 quilômetros quadrados.

#### Municípios distritais
Antes do estabelecimento do governo rural local eleito na Nova Escócia, seis dos dezoito condados históricos foram divididos em distritos para fins de sessões judiciais. Em 17 de abril de 1879, esses seis condados históricos foram estabelecidos como doze municípios distritais, em vez de municípios condado, com base em suas divisões distritais anteriores. Os municípios distritais fornecem o governo local aos moradores dos seis condados históricos que vivem fora das cidades incorporadas. Os doze municípios distritais da Nova Escócia continuam administrativamente como municípios distritais sob a autoridade da Lei do Governo Municipal de 1998.
Os maiores e menores municípios distritais da Nova Escócia por população são Lunenburg e St. Mary's, com 24 863 e 2 233 residentes, respectivamente. O maior município distrital da Nova Escócia por área de terra é Guysborough, com 2 116,86 quilômetros quadrados, enquanto a menor área terrestre é de Yarmouth, com 586,65 quilômetros quadrados.

### Cidades menores

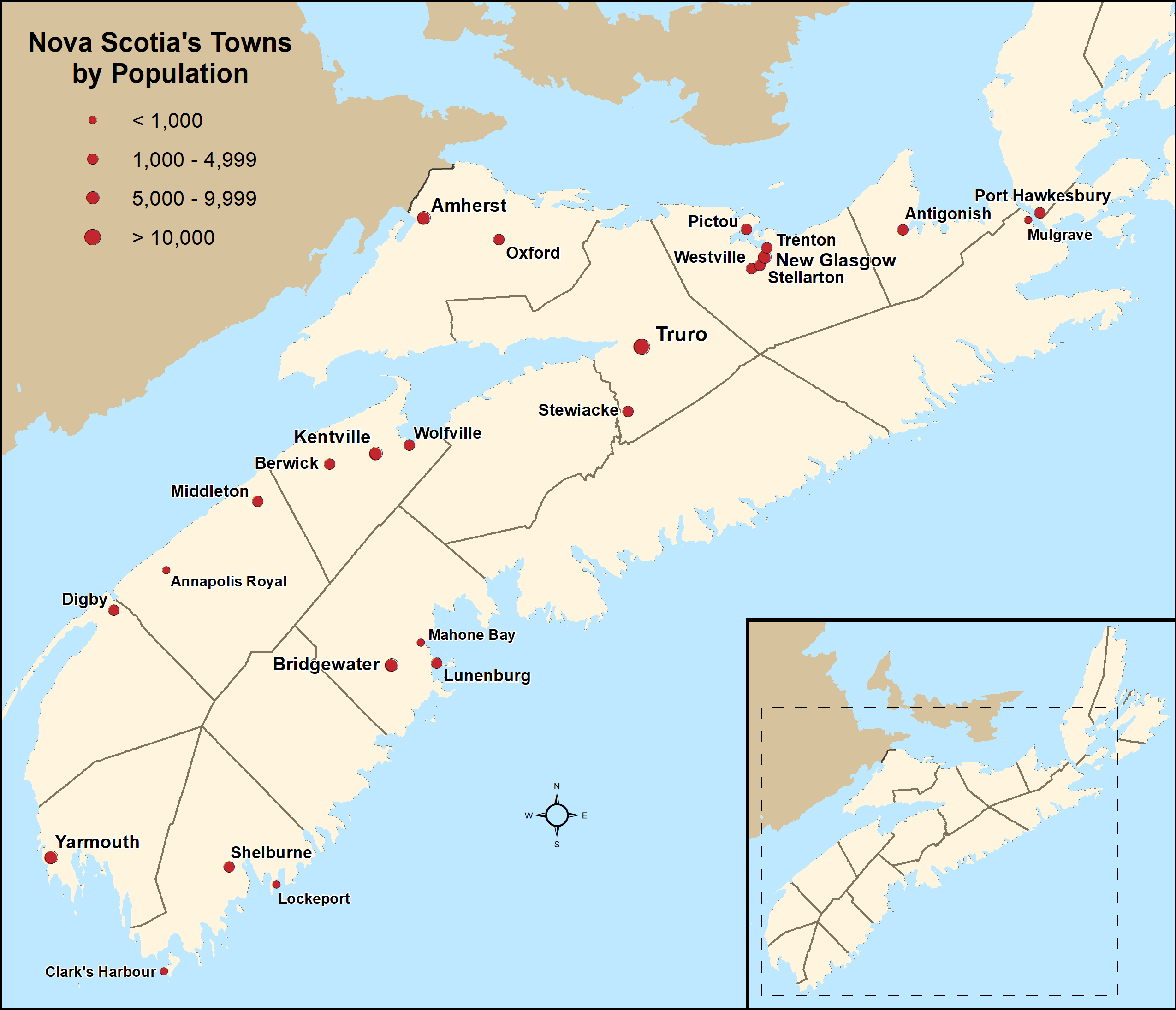
Distribuição das 26 cidades menores da Nova Escócia por população

Antes de meados de 2015, as cidades menores (towns) foram incorporadas sob a autoridade das seções 383 a 388 da Lei do Governo Municipal da Nova Escócia (MGA). Para incorporar uma área como uma cidade menor, 100 eleitores dentro da área eram obrigados a preparar e submeter uma solicitação ao Conselho de Revisão e Utilidade da Nova Escócia (NSUARB). Ao receber o pedido, o NSUARB iria realizar uma audiência para solicitar comentários das partes interessadas e determinar se há motivos razoáveis para incorporar o local como uma cidade menor. O NSUARB emitirá uma ordem de incorporação se o pedido for considerado razoável. Em 11 de maio de 2015, as seções 383 a 388 da MGA foram revogadas, impedindo novas incorporações de cidades.
A Nova Escócia tinha vinte e sete cidades menores na época do censo de 2016. Este total foi reduzido para vinte e seis devido à dissolução da cidade menor de Parrsboro. No censo de 2016, as vinte e seis cidades restantes tinham uma população acumulada de 97 495 habitantes. As mais e menos populosas cidades menores da Nova Escócia são Truro e Annapolis Royal, com 12 261 e 491 habitantes, respectivamente. Essas duas cidades menores são também as maiores e menores por área terrestre da Nova Escócia, com 34,49 quilômetros quadrados e 2,04 quilômetros quadrados, respectivamente.

## Lista

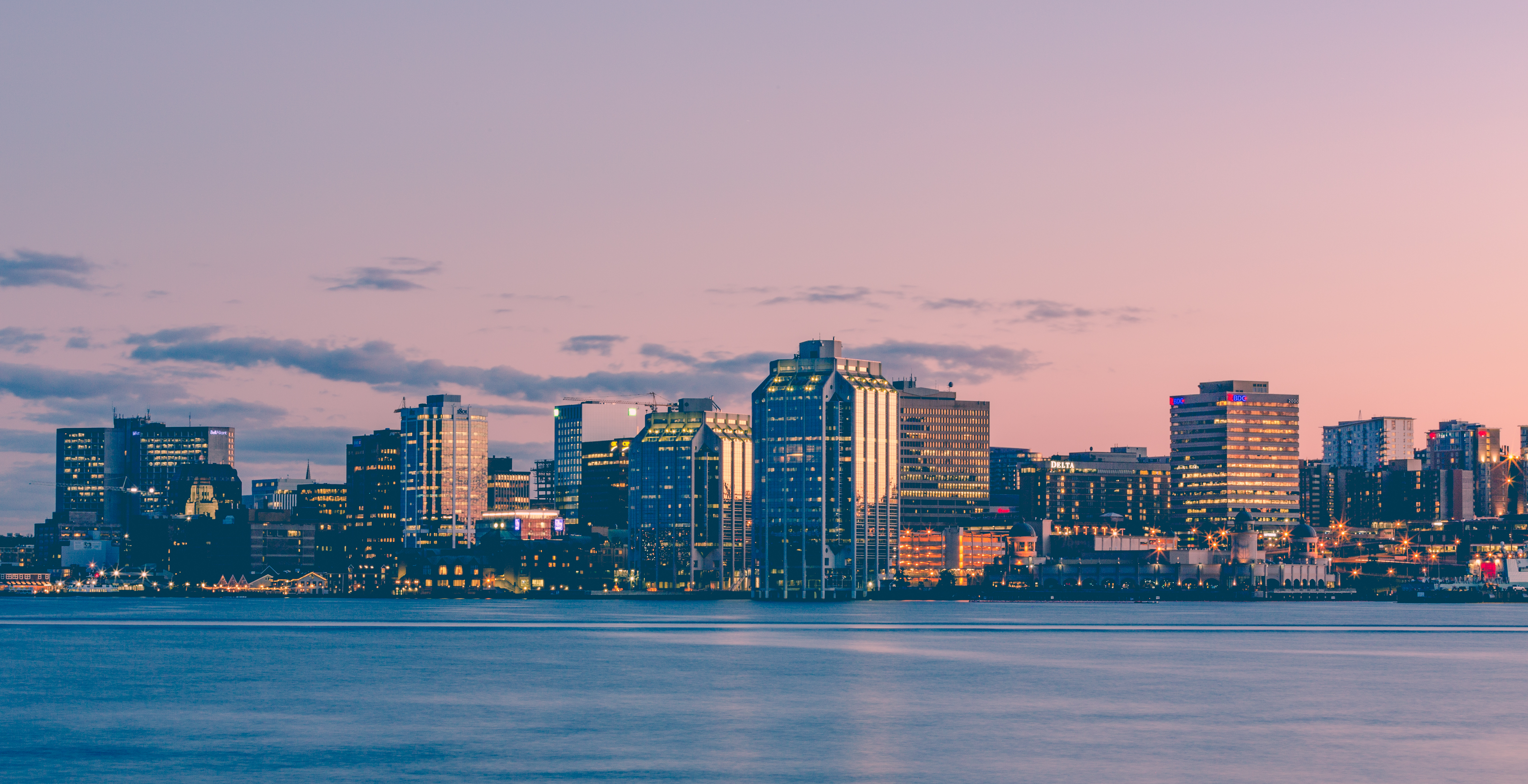
Halifax, com 403 mil habitantes, é a capital e maior município da Nova Escócia, e 14.ª maior cidade do Canadá.
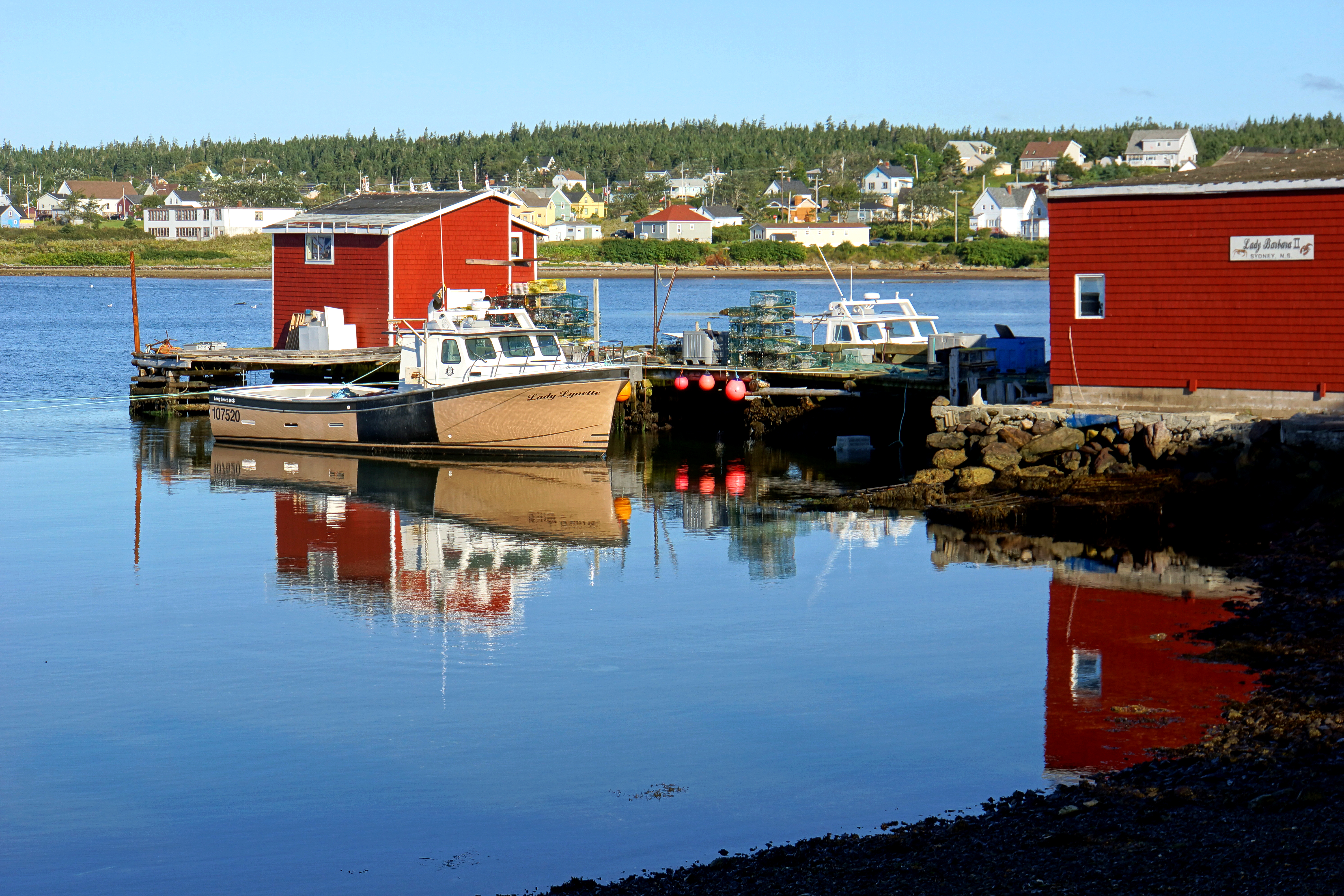
Porto de Louisbourg em Cape Breton, o segundo município mais populoso da Nova Escócia.
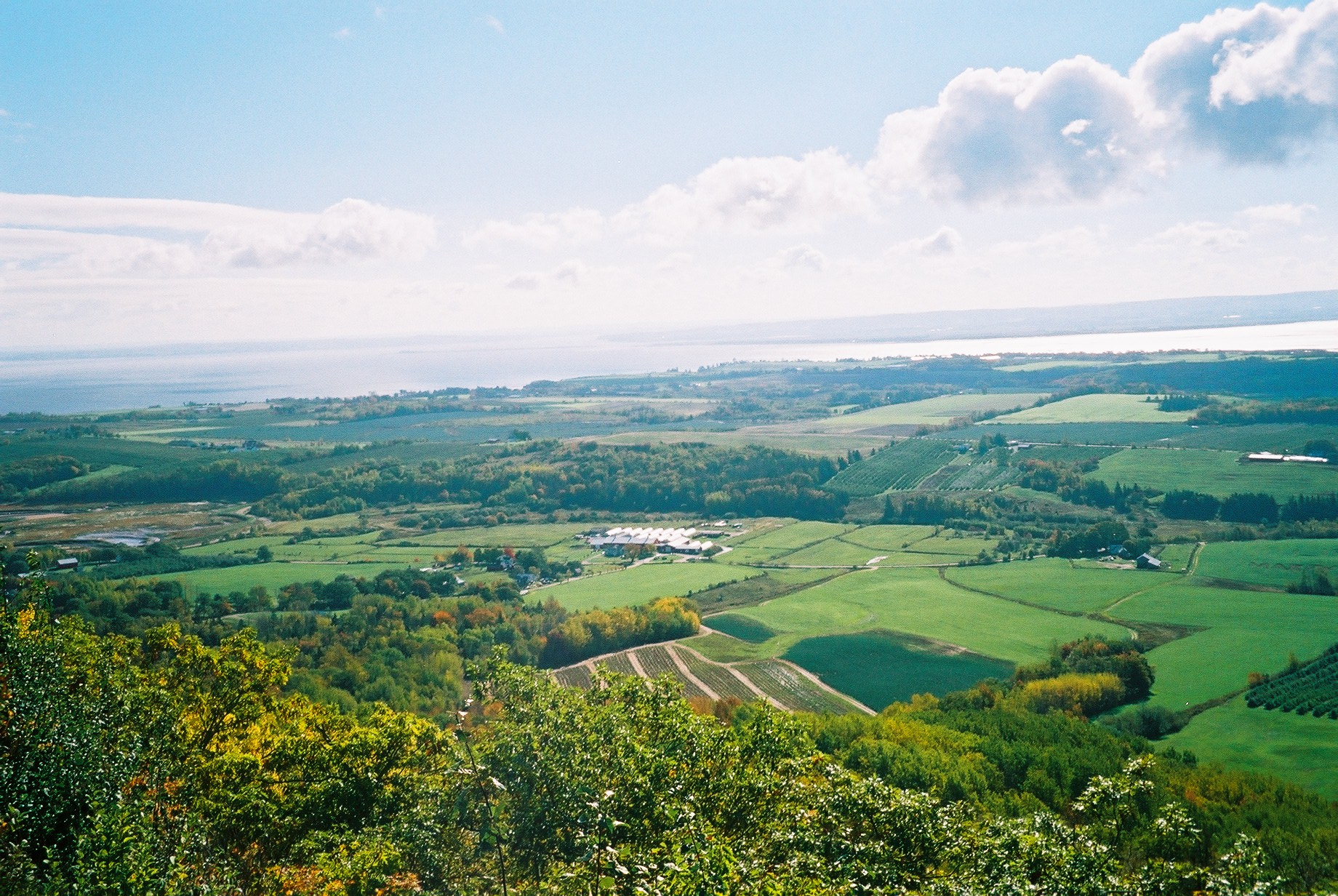
O município condado de Kings, é o terceiro maior município da Nova Escócia.
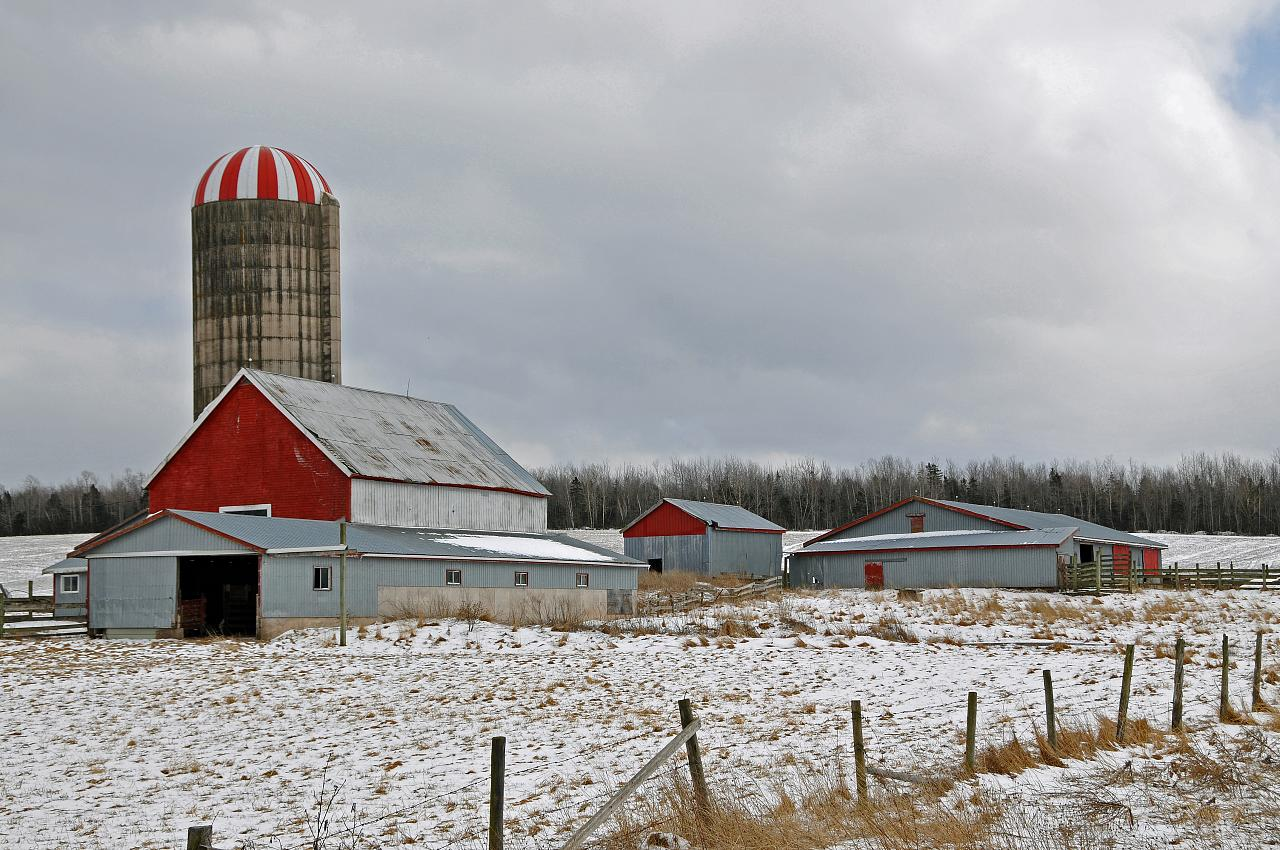
Município condado de Colchester, quarto maior município da Nova Escócia.
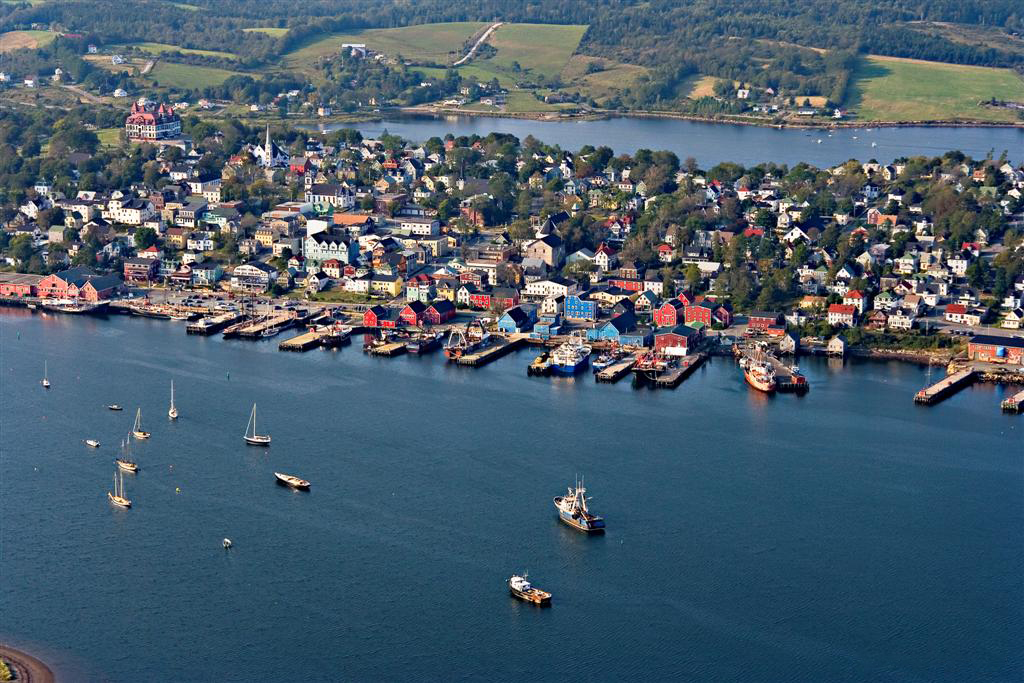
Município distrital de Lunenburg, quinto maio município da Nova Escócia, é patrimônio mundial da UNESCO por sua arquitetura única.

| Nome                            | Tipo de município   | Data de incorporação    | Censo populacional de 2016 | Censo populacional de 2016 | Censo populacional de 2016 | Censo populacional de 2016 | Censo populacional de 2016 |
| Nome                            | Tipo de município   | Data de incorporação    | População (2016)           | População (2011)           | Mudança                    | Área de terra (km2)        | Densidade populacional     |
| ------------------------------- | ------------------- | ----------------------- | -------------------------- | -------------------------- | -------------------------- | -------------------------- | -------------------------- |
| Cape Breton                     | Município Regional  | 1 de agosto de 1995     | 94 285                     | 97 398                     | 3,2%                       | 2 430,06                   | 38,8/km2                   |
| Halifax                         | Município Regional  | 1 de abril de 1996      | 403 131                    | 390 086                    | 3,3%                       | 5 490,35                   | 73,4/km2                   |
| Queens                          | Município Regional  | 1 de abril de 1996      | 10 307                     | 10 917                     | 5,6%                       | 2 392,63                   | 4,3/km2                    |
| Annapolis                       | Município Condado   | 17 de abril de 1879     | 18 252                     | 18 526                     | 1,5%                       | 3 178,21                   | 5,7/km2                    |
| Antigonish                      | Município Condado   | 17 de abril de 1879     | 14 584                     | 14 692                     | 0,7%                       | 1 450,27                   | 10,1/km2                   |
| Colchester                      | Município Condado   | 17 de abril de 1879     | 36 091                     | 36 624                     | 1,5%                       | 3 572,49                   | 10,1/km2                   |
| Cumberland                      | Município Condado   | 17 de abril de 1879     | 19 402                     | 20 485                     | 5,3%                       | 4 255,04                   | 4,6/km2                    |
| Inverness                       | Município Condado   | 17 de abril de 1879     | 13 190                     | 13 781                     | 4,3%                       | 3 815,59                   | 3,5/km2                    |
| Kings                           | Município Condado   | 17 de abril de 1879     | 47 404                     | 47 569                     | 0,3%                       | 2 094,05                   | 22,6/km2                   |
| Pictou                          | Município Condado   | 17 de abril de 1879     | 20 692                     | 21 278                     | 2,8%                       | 2 797,25                   | 7,4/km2                    |
| Richmond                        | Município Condado   | 17 de abril de 1879     | 8 458                      | 8 812                      | 4,0%                       | 1 243,72                   | 6,8/km2                    |
| Victoria                        | Município Condado   | 17 de abril de 1879     | 6 552                      | 6 597                      | 0,7%                       | 2 854,01                   | 2,3/km2                    |
| Argyle                          | Município Distrital | 17 de abril de 1879     | 7 899                      | 8 252                      | 4,3%                       | 1 528,17                   | 5,2/km2                    |
| Barrington                      | Município Distrital | 17 de abril de 1879     | 6 646                      | 6 994                      | 5,0%                       | 632,35                     | 10,5/km2                   |
| Chester                         | Município Distrital | 17 de abril de 1879     | 10 310                     | 10 599                     | 2,7%                       | 1 122,11                   | 9,2/km2                    |
| Clare                           | Município Distrital | 17 de abril de 1879     | 8 018                      | 8 319                      | 3,6%                       | 852,55                     | 9,4/km2                    |
| Digby                           | Município Distrital | 17 de abril de 1879     | 7 107                      | 7 463                      | 4,8%                       | 1 657,33                   | 4,3/km2                    |
| East Hants                      | Município Distrital | 17 de abril de 1879     | 22 453                     | 22 111                     | 1,5%                       | 1 786,56                   | 12,6/km2                   |
| Guysborough                     | Município Distrital | 17 de abril de 1879     | 4 670                      | 4 995                      | 6,5%                       | 2 116,86                   | 2,2/km2                    |
| Lunenburg                       | Município Distrital | 17 de abril de 1879     | 24 863                     | 25 118                     | 1,0%                       | 1 759,59                   | 14,1/km2                   |
| Shelburne                       | Município Distrital | 17 de abril de 1879     | 4 288                      | 4 408                      | 2,7%                       | 1 821,07                   | 2,4/km2                    |
| St. Mary's                      | Município Distrital | 17 de abril de 1879     | 2 233                      | 2 354                      | 5,1%                       | 1 909,47                   | 1,2/km2                    |
| West Hants                      | Município Distrital | 17 de abril de 1879     | 15 368                     | 15 324                     | 0,3%                       | 1 244,09                   | 12,4/km2                   |
| Yarmouth                        | Município Distrital | 17 de abril de 1879     | 9 845                      | 10 105                     | 2,6%                       | 586,65                     | 16,8/km2                   |
| Amherst                         | Cidade Menor        | 18 de dezembro de 1889  | 9 413                      | 9 717                      | 3,1%                       | 12,07                      | 779,9/km2                  |
| Annapolis Royal                 | Cidade Menor        | 29 de novembro de 1892  | 491                        | 481                        | 2,1%                       | 2,04                       | 240,7/km2                  |
| Antigonish                      | Cidade Menor        | 9 de janeiro de 1889    | 4 364                      | 4 524                      | 3,5%                       | 5,01                       | 871,1/km2                  |
| Berwick                         | Cidade Menor        | 25 de maio de 1923      | 2 509                      | 2 454                      | 2,2%                       | 6,58                       | 381,3/km2                  |
| Bridgewater                     | Cidade Menor        | 13 de fevereiro de 1899 | 8 532                      | 8 241                      | 3,5%                       | 13,63                      | 626,0/km2                  |
| Clark's Harbour                 | Cidade Menor        | 4 de março de 1919      | 758                        | 820                        | 7,6%                       | 2,81                       | 269,8/km2                  |
| Digby                           | Cidade Menor        | 18 de dezembro de 1890  | 2 060                      | 2 152                      | 4,3%                       | 3,15                       | 654,0/km2                  |
| Kentville                       | Cidade Menor        | 1 de maio de 1886       | 6 271                      | 6 094                      | 2,9%                       | 17,26                      | 363,3/km2                  |
| Lockeport                       | Cidade Menor        | 26 de fevereiro de 1907 | 531                        | 588                        | 9,7%                       | 2,33                       | 227,9/km2                  |
| Lunenburg                       | Cidade Menor        | 29 de outubro de 1888   | 2 263                      | 2 313                      | 2,2%                       | 4,04                       | 560,1/km2                  |
| Mahone Bay                      | Cidade Menor        | 31 de março de 1919     | 1 036                      | 943                        | 9,9%                       | 3,12                       | 332,1/km2                  |
| Middleton                       | Cidade Menor        | 31 de maio de 1909      | 1 832                      | 1 749                      | 4,7%                       | 5,57                       | 328,9/km2                  |
| Mulgrave                        | Cidade Menor        | 1 de dezembro de 1923   | 722                        | 794                        | 9,1%                       | 17,83                      | 40,5/km2                   |
| Nova Glasgow                    | Cidade Menor        | 6 de maio de 1875       | 9 075                      | 9 562                      | 5,1%                       | 9,96                       | 911,1/km2                  |
| Oxford                          | Cidade Menor        | 19 de abril de 1904     | 1 190                      | 1 151                      | 3,4%                       | 10,76                      | 110,6/km2                  |
| Pictou                          | Cidade Menor        | 4 de maio de 1874       | 3 186                      | 3 437                      | 7,3%                       | 8,01                       | 397,8/km2                  |
| Port Hawkesbury                 | Cidade Menor        | 22 de janeiro de 1889   | 3 214                      | 3 366                      | 4,5%                       | 8,1                        | 396,8/km2                  |
| Shelburne                       | Cidade Menor        | 4 de abril de 1907      | 1 743                      | 1 686                      | 3,4%                       | 8,84                       | 197,2/km2                  |
| Stellarton                      | Cidade Menor        | 22 de outubro de 1889   | 4 208                      | 4 485                      | 6,2%                       | 8,99                       | 468,1/km2                  |
| Stewiacke                       | Cidade Menor        | 30 de agosto de 1906    | 1 373                      | 1 438                      | 4,5%                       | 17,62                      | 77,9/km2                   |
| Trenton                         | Cidade Menor        | 18 de março de 1911     | 2 474                      | 2 616                      | 5,4%                       | 6,07                       | 407,6/km2                  |
| Truro                           | Cidade Menor        | 6 de maio de 1875       | 12 261                     | 12 059                     | 1,7%                       | 34,49                      | 355,5/km2                  |
| Westville                       | Cidade Menor        | 20 de agosto de 1894    | 3 628                      | 3 798                      | 4,5%                       | 14,23                      | 255,0/km2                  |
| Windsor                         | Cidade Menor        | 4 de abril de 1878      | 3 648                      | 3 785                      | 3,6%                       | 9,11                       | 400,4/km2                  |
| Wolfville                       | Cidade Menor        | 4 de março de 1893      | 4 195                      | 4 269                      | 1,7%                       | 6,46                       | 649,4/km2                  |
| Yarmouth                        | Cidade Menor        | 6 de agosto de 1890     | 6 518                      | 6 761                      | 3,6%                       | 10,57                      | 616,7/km2                  |
| Total dos municípios regionais  | —                   | —                       | 507 723                    | 498 401                    | 1,9%                       | 10 313,04                  | 49,2/km2                   |
| Total dos municípios condado    | —                   | —                       | 184 625                    | 188 364                    | 2,0%                       | 25 260,63                  | 7,3/km2                    |
| Total dos municípios distritais | —                   | —                       | 123 700                    | 126 042                    | 1,9%                       | 17 016,8                   | 7,3/km2                    |
| Total das cidades menores       | —                   | —                       | 97 495                     | 99 283                     | 1,8%                       | 248,65                     | 392,1/km2                  |
| Total de todos os municípios    | —                   | —                       | 913 543                    | 912 090                    | 0,2%                       | 52 839,12                  | 17,3/km2                   |
| Total da província              | —                   | —                       | 923 598                    | 921 727                    | 0,2%                       | 52 942,27                  | 17,45/km2                  |

## Municípios antigos
A Nova Escócia passou por reformas no governo local desde meados dos anos 90, que viu vários municípios se fundirem para formar municípios maiores ou se dissolverem nos municípios vizinhos.

### Amalgamações
O Município do Condado de Cape Breton, a cidade de Sydney e as cidades de Dominion, Glace Bay, Louisbourg, New Waterford, North Sydney e Sydney Mines se dissolveram e se fundiram em 1 de abril de 1995 para formar o Município Regional de Cape Breton. A cidade de Halifax, juntamente com a cidade de Dartmouth, a cidade de Bedford e o município do condado de Halifax também se dissolveram e fundiram em 1º de abril de 1996 para se tornar o Município Regional de Halifax. Também em 1º de abril de 1996, o Município do Condado de Queens se fundiu com a cidade de Liverpool para formar a Município Regional de Queens.

### Dissoluções
Cinco cidades se dissolveram desde 2011 e agora estão sob a jurisdição de seus municípios rurais adjacentes. Canso foi dissolvida em 1º de julho de 2012 para se tornar parte do município do Distrito de Guysborough. Em 1º de abril de 2015, Bridgetown e Springhill se dissolveram para se tornarem partes do Município do Condado de Annapolis e do Município do Condado de Cumberland, respectivamente. Hantsport se tornou parte do Município do Distrito de West Hants em 1º de julho de 2015. Parrsboro se dissolveu para se tornar parte do Município do Condado de Cumberland em 1 de novembro de 2016.